# 宝生恋
宝生　恋（ほうしょう　れん、1979年2月25日 - ）は、林企画所属のストリッパー。
東京都出身、1999年5月1日にワラビOS劇場にてデビュー。
身長154cm・スリーサイズはB77・W53・H78、血液型はB型。
趣味は畳み物。